# Don Lofgran
Donald James Lofgran, detto Don (Oakland, 8 novembre 1928 – Salt Lake City, 17 giugno 1976), è stato un cestista statunitense, professionista nella NBA e nella ABL.

## Carriera
Venne selezionato dai Syracuse Nationals al primo giro del Draft NBA 1950 (11ª scelta assoluta).

## Palmarès
- Campione NIT (1949)
- MVP NIT (1949)
- NCAA AP All-America Second Team (1950)